# 양자 얽힘

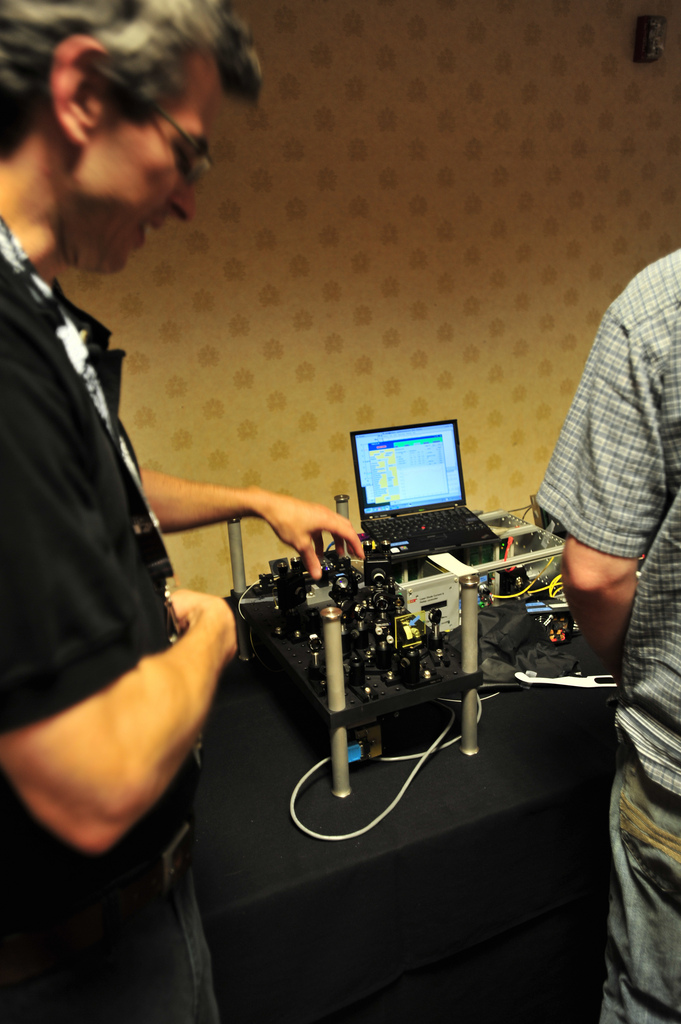

양자 얽힘(量子 - , 영어: quantum entanglement) 또는 간단히 얽힘은 양자역학에서 두 부분계 사이에 존재할 수 있는 일련의 비고전적인 상관관계이다. 얽힘은 두 부분계가 공간적으로 서로 멀리 떨어져 있어도 존재할 수 있다.
예를 들어, 두 입자를 일정한 양자상태에 두어 두 입자의 스핀이 항상 반대가 되도록 하자. (예를 들어 두 스핀의 단일항 상태.) 양자역학에 따르면, 측정하기 전까지는 두 입자의 상태를 알 수 없다. 하지만 측정을 한다면, 그 순간 한 계의 상태가 결정되고 이는 즉시 그 계와 얽혀 있는 다른 계의 상태까지 결정하게 된다. 이는 마치 정보가 순식간에 한 계에서 다른 계로 이동한 것처럼 보인다.
이러한 양자 얽힘 이론이 등장한 이후 양자암호, 양자컴퓨터, 양자전송 실험 등이 꾸준히 진행되었고 이를 통해 양자얽힘 이론의 예측을 실증할 수 있었다. 이러한 실험적 결과들이 점점 쌓여가는 한편 이론적인 논의도 꾸준히 진행되었는데, 그중 하나는 이 양자얽힘 현상이 국소성의 원리를 위배한다는 논의였다. 이 국소성의 원리는 계의 상태에 관한 정보가 항상 그 계의 주위를 통해서만 매개될 수 있다는 원리로, 만약 양자얽힘 현상에 의해 정보가 전달된다면 주위를 통하지 않고도 정보를 전달할 수 있어 국소성의 원리와 모순을 일으키게 된다. 결국 양자얽힘 과정에서 실제로 정보가 어떻게 전달되는지에 대한 논의가 계속되었고, 이후 이 모순을 없앨 수 있는 양자역학의 새로운 해석방법이 대두하게 된다.

## 역사적 배경
양자얽힘은 양자역학의 코펜하겐 해석으로부터 유도되는 결론 중 하나이나, 그 비직관성으로 인해 아인슈타인을 비롯한 여러 과학자들에게 받아들여지지 않았다. 이들은 양자역학의 표준해석방법인 코펜하겐 해석을 받아들이지 않고 대신 숨은 변수 이론을 창안하였다. 이 이론은 아직 알려지지 않은 결정론적 매개변수가 상호작용을 유도한다는 내용으로, 코펜하겐 해석의 확률적 해석을 반대하는 입장이었다.

### EPR 역설과 벨 부등식
1935년에 알베르트 아인슈타인과 보리스 포돌스키, 네이선 로젠(영어:  Nathan Rosen, 히브리어:  נתן רוזן)은 양자역학의 비국소적이고 비직관적인 현상에 대한 사고 실험인 EPR 역설을 발표하였다. 이들은 양자역학과 비슷한 물리 현상을 예측하면서 국소성 원리를 만족하는 숨은 변수 이론을 찾으려고 노력하였다. 1964년에 존 스튜어트 벨은 모든 숨은 변수 이론이 만족하지만 양자역학은 만족하지 않는 벨 부등식이라는 조건을 유도하였다. 실험 결과, 실제 물리 현상은 벨 부등식을 따르지 않는다는 사실이 밝혀졌고, 따라서 자연계는 숨은 변수 이론으로 기술할 수 없다.

## 정의
브라-켓 표기법을 사용하자. 서로 상호작용하지 않는 두 부분계 A, B로 이루어진 전체 계를 생각하자. 그렇다면 전체 계의 힐베르트 공간은 A계와 B계의 힐베르트 공간의 텐서 곱이다. 식으로 쓰면 다음과 같다.
{\displaystyle {\mathcal {H}}={\mathcal {H}}_{A}\otimes {\mathcal {H}}_{B}}.
그렇다면 전체 계의 상태 {\displaystyle |\psi \rangle \in {\mathcal {H}}} 가운데 일부는 다음과 같이 쓸 수 있다.
{\displaystyle |\psi \rangle =|\psi \rangle _{A}\otimes |\psi \rangle _{B}},  여기서 ({\displaystyle |\psi _{A}\rangle \in {\mathcal {H}}_{A}}, {\displaystyle |\psi _{B}\rangle \in {\mathcal {H}}_{B}}).
이렇게 두 부분계의 상태의 텐서 곱으로 나타내어진 상태는 분리가능한 상태(separable state)라고 말한다. 반대로, 전체 계의 상태 가운데 이와 같이 두 부분계의 상태의 텐서 곱으로 나타낼 수 없는 상태를 얽힌 상태(entangled state)라고 한다. 예를 들어, 다음과 같은 상태는 ({\displaystyle |\psi \rangle _{A}}와 {\displaystyle |\psi '\rangle _{A}}가 평행하지 않고, {\displaystyle |\psi \rangle _{B}}와 {\displaystyle |\psi '\rangle _{B}}가 평행하지 않을 때) 일반적으로 얽힌 상태다.
{\displaystyle |\psi \rangle _{A}\otimes |\psi \rangle _{B}+|\psi '\rangle _{A}\otimes |\psi '\rangle _{B}\in {\mathcal {H}}}. ({\displaystyle |\psi \rangle _{A},|\psi '\rangle _{A}\in {\mathcal {H}}_{A}}, {\displaystyle |\psi \rangle _{B},|\psi '\rangle _{B}\in {\mathcal {H}}_{B}})
수학적으로, 양자역학적 상태는 힐베르트 공간 {\displaystyle {\mathcal {H}}}의 반직선으로 이루어진 사영 힐베르트 공간{\displaystyle P({\mathcal {H}})}의 원소다. 두 부분계의 상태의 텐서 곱 {\displaystyle P({\mathcal {H}}_{A})\times P({\mathcal {H}}_{B})\to P({\mathcal {H}}_{A}\otimes {\mathcal {H}}_{B})}을 나타내는 함수를 세그레 매장(Segrè embedding/mapping)이라고 한다. 따라서 분리가능한 상태는 세그레 매장의 치역이고, 그 여집합은 얽힌 상태다.

## 예제
A와 B가 각각 두 개의 상태 {\displaystyle |0\rangle }과 {\displaystyle |1\rangle }을 가질 수 있는 계(two-state system)라고 하자. (이런 계는 전자의 스핀 등이 있다.) 이 때, 다음과 같은 상태는 얽혀 있다.
{\displaystyle {\frac {1}{\sqrt {2}}}\left(|0\rangle _{A}\otimes |1\rangle _{B}-|1\rangle _{A}\otimes |0\rangle _{B}\right)}.
이런 상태에서 A의 스핀을 측정한다면, 다음 두 결과 가운데 하나가 50%:50%의 확률로 일어난다.
1. A의 스핀을 0으로 측정한다. 이에 따라 계의 상태는 {\displaystyle |0\rangle _{A}\otimes |1\rangle _{B}}으로 바뀐다.
2. A의 스핀을 1로 측정한다. 이에 따라 계의 상태는 {\displaystyle |1\rangle _{A}\otimes |0\rangle _{B}}로 바뀐다.

만약 A의 스핀을 0으로 측정했다면, 그 뒤에 B의 스핀을 측정하면 100%의 확률로 항상 1을 얻는다. 반대로, A의 스핀을 1로 측정했다면, 그 뒤에 B의 스핀을 측정하면 100%의 확률로 항상 0을 얻는다. 하지만 A의 스핀을 먼저 측정하지 않고 B의 스핀을 측정하면 B는 50%:50%의 확률로 0 또는 1을 얻는다.
이에 따라, A의 스핀의 측정이 B의 스핀의 측정에 일종의 영향을 줄 수 있다. 이는 A와 B가 공간적으로 매우 멀리 떨어져 있어도 가능하다. 이것은 EPR 역설의 한 형태다. 하지만 얽힘 현상을 써서 먼 거리 사이에 정보를 전송할 수는 없다. A를 측정하여 어떤 결과를 얻을지 알 수 없기 때문이다.
만약 스핀의 상태를 복제할 수 있다면 다음과 같이 정보를 전달하는 방법을 생각해 볼 수 있다. A계에서 한 비트를 전송하고 싶다고 하자. 0을 전송하려면 아무것도 하지 않고, 1을 전송하려면 A의 스핀을 측정한다. 그렇다면, B에서 전송한 결과를 다음과 같이 받을 수 있다. 우선, B의 스핀 상태를 여러번 복제하고, 복제한 상태들의 스핀을 각각 측정한다. 만약 A가 0을 전송하였으면 (A의 스핀을 측정하지 않았으면) B의 복제본들의 측정 결과는 제각각이겠지만, 만약 A가 1을 전송하였으면 (A의 스핀을 측정하였다면) B의 복제본들의 스핀은 모두 0이거나 모두 1이어야 한다. 하지만 양자역학적 상태는 복제 불가능 정리(no-cloning theorem)에 의하여 정확히 복제할 수 없고, 이러한 정보 전달 방법은 불가능하다.

### 스핀 단일 상태의 상관 관계
위와 같은 상관관계는 고전적으로 설명할 수 있다. 예를 들어, A의 스핀과 B의 스핀이 항상 반대이지만, 어느 스핀이 0이고 어느 스핀이 1인지는 알 수 없을 수 있다. 하지만 얽힘은 다음 예와 같이 고전적으로 설명하기 힘든 상관관계를 가질 수 있다.
두 개의 전자로 이루어진 계를 생각하자. 전자는 스핀이 ½인 페르미온이므로, 페르미-디랙 통계로 인해 계의 파동 함수는 반대칭적이다. 그 중 총 스핀이 0인 스핀 단일 상태(singlet state)는 다음과 같다.
{\displaystyle |{\text{singlet}}\rangle ={\frac {1}{\sqrt {2}}}\left(|{\hat {z}}+\rangle _{A}\otimes |{\hat {z}}-\rangle _{B}-|{\hat {z}}-\rangle _{A}\otimes |{\hat {z}}+\rangle _{B}\right)}
명시적으로 스핀이 양자화된 방향을 표시하였다.
이제 위와 같은 상태의 두 입자로 이루어진 계에서 하나의 스핀을 측정하는 경우를 생각해 보자. +나 −가 나올 확률이 반반일 것이다. 이 경우도 위와 마찬가지로
1. A를 측정해서 +가 나왔다면, 계 B를 측정하면 반드시 −가 나와야 한다. 즉, A를 +로 측정하면, 계의 상태는 {\displaystyle |{\hat {z}}+\rangle _{A}\otimes |{\hat {z}}-\rangle _{B}}로 바뀐다.
2. A를 측정해서 −가 나왔다면, 계 B를 측정하면 반드시 +가 나와야 한다. 즉, A를 −로 측정하면 계의 상태는 {\displaystyle |{\hat {z}}-\rangle _{A}\otimes |{\hat {z}}+\rangle _{B}}로 바뀐다.

이러한 사고 실험을 실제로 수행하려면, 총 스핀이 0인 입자가 붕괴하는 과정을 사용해야 한다.(각운동량 보존에 의해 붕괴된 두 입자의 스핀합도 0이어야 한다. 따라서 동일한 입자가 생성될 경우 스핀 단일 상태로 생성되게 된다.) 이 같은 예로는 에타 중간자가 뮤온 쌍으로 붕괴하는 현상이 있다. 식으로 쓰면 다음과 같다.
η → μ+ + μ−
하지만 이 현상은 일어날 확률이 {\displaystyle 6\times 10^{-6}}로 매우 작아 실험적으로 적합하지 않다. 다른 예로는, 작은 운동 에너지를 갖는 두 양성자가 충돌하여 다시 튀어나가는 현상을 생각해 보자.
p + p → p + p
파울리 배타 원리 때문에 상호작용한 양성자들은 1S0 상태에 있게 되고, 산란된 양성자들의 스핀 상태는 양성자들이 멀리 떨어진 상태에서도 위와 같이 얽혀 있게 된다.
다시 측정결과로 돌아와서 보면 위의 예 (순수한 계) 와 별다른 차이가 없어 보인다. 위에서처럼 측정 전에는 알지 못했을 뿐이지 흰 공과 검은색 공이 든 항아리에서 공 하나를 꺼내 측정하는 것과 똑같이 설명할 수 있지 않을까? 흰 공이 앨리스에게로 갔다면, 밥은 검은 색 공을 꺼내게 될 것이다. 하지만, 이 문제는 이렇게 간단하지 않다. 스핀이 방향성을 갖기 때문인데, 스핀 단일 상태를 x나 y방향의 스핀 고유 상태로 표시하면 어떻게 될까? x방향의 고유상태와 y방향의 고유상태는
{\displaystyle |{\hat {x}}\pm \rangle ={1 \over {\sqrt {2}}}{\bigg (}|{\hat {z}}+\rangle \pm |{\hat {z}}-\rangle {\bigg )}},   {\displaystyle |{\hat {z}}\pm \rangle ={1 \over {\sqrt {2}}}{\bigg (}|{\hat {x}}+\rangle \pm |{\hat {x}}-\rangle {\bigg )}}
와 같은 관계를 가지고 있으므로, 스핀 단일 상태(spin singlet state)는
{\displaystyle |{\text{singlet}}\rangle ={\frac {1}{\sqrt {2}}}\left(|{\hat {x}}+\rangle _{A}\otimes |{\hat {x}}-\rangle _{B}-|{\hat {x}}-\rangle _{A}\otimes |{\hat {x}}+\rangle _{B}\right)={\frac {1}{\sqrt {2}}}\left(|{\hat {y}}+\rangle _{A}\otimes |{\hat {y}}-\rangle _{B}-|{\hat {y}}-\rangle _{A}\otimes |{\hat {y}}+\rangle _{B}\right)}
와 같이 표현될 수 있다.
x방향의 스핀을 측정하고 난 뒤 B의 z방향 스핀을 측정하는 경우를 생각해 보자. A의 x방향 스핀 측정 결과에 관계없이 B의 z방향 스핀은 +와 −가 반반씩 측정될 것이다. A의가 x방향 스핀 정보를 측정하면 계의 상태가 {\displaystyle |{\hat {x}}+\rangle _{A}\otimes |{\hat {x}}-\rangle _{B}} 또는 {\displaystyle |{\hat {x}}-\rangle _{A}\otimes |{\hat {x}}+\rangle _{B}}로 붕괴할 것이기 때문에 B의 z방향 성분은 무작위로 측정된다. 결과를 정리하면 다음과 같다.
- A는 z방향 B는 x방향을 측정할 때 (A와 B가 서로 수직한 다른 방향의 스핀 성분을 측정할 때), 두 측정 사이의 상관관계는 없다.
- A와 B가 같은 방향을 측정할 때, 두 측정은 100%의 상관관계 (반대방향)를 갖는다.
- A의 스핀을 측정하지 않는다면, B는 측정방향에 상관없이 무작위 결과를 내놓는다.

이를 표로 쓰면 다음과 같다.
| A의 측정 결과                             | B의 측정 결과                             |
| ----------------------------------------- | ----------------------------------------- |
| {\displaystyle \|{\hat {z}}+\rangle _{A}} | {\displaystyle \|{\hat {z}}-\rangle _{B}} |
| {\displaystyle \|{\hat {z}}-\rangle _{A}} | {\displaystyle \|{\hat {z}}+\rangle _{B}} |
| {\displaystyle \|{\hat {x}}+\rangle _{A}} | {\displaystyle \|{\hat {x}}-\rangle _{B}} |
| {\displaystyle \|{\hat {x}}-\rangle _{A}} | {\displaystyle \|{\hat {x}}+\rangle _{B}} |
| {\displaystyle \|{\hat {z}}+\rangle _{A}} | {\displaystyle \|{\hat {x}}+\rangle _{B}} |
| {\displaystyle \|{\hat {z}}+\rangle _{A}} | {\displaystyle \|{\hat {x}}-\rangle _{B}} |
| {\displaystyle \|{\hat {z}}-\rangle _{A}} | {\displaystyle \|{\hat {x}}+\rangle _{B}} |
| {\displaystyle \|{\hat {z}}-\rangle _{A}} | {\displaystyle \|{\hat {x}}-\rangle _{B}} |
| {\displaystyle \|{\hat {x}}+\rangle _{A}} | {\displaystyle \|{\hat {z}}+\rangle _{B}} |
| {\displaystyle \|{\hat {x}}+\rangle _{A}} | {\displaystyle \|{\hat {z}}-\rangle _{B}} |
| {\displaystyle \|{\hat {x}}-\rangle _{A}} | {\displaystyle \|{\hat {z}}+\rangle _{B}} |
| {\displaystyle \|{\hat {x}}-\rangle _{A}} | {\displaystyle \|{\hat {z}}-\rangle _{B}} |
따라서, B의 측정 결과는 A에 행해진 측정 방법에 따라 달라지는 것처럼 보인다.
이는 양자역학적으로 측정이 단순히 기존에 있는 상태를 건드리지 않고 기록하는 과정이 아니라, 계의 상태를 바꾸기 때문이다. A의 z방향 스핀 성분을 +로 관찰하면, 계의 상태는 {\displaystyle |{\hat {z}}+\rangle _{A}\otimes |{\hat {z}}-\rangle _{B}}으로 바뀐다. 즉, 계의 일부분을 측정하여도 계 전체의 상태가 바뀐다.

## 같이 보기
- ER=EPR
- 파울리 배타 원리
- 양자 컴퓨팅
- 양자 네트워크
- 양자 순간 이동
- 슈테른-게를라흐 실험

## 참고 문헌
1. ↑  “보관된 사본”. 2014년 7월 14일에 원본 문서에서 보존된 문서. 2014년 7월 1일에 확인함.
2. ↑  Janusz Grabowski, Marek Kuś, Giuseppe Marmo. “Segre maps and entanglement for multipartite systems of indistinguishable particles”. 《Journal of Physics A: Mathematical and Theoretical》 45 (10): 105301. arXiv:1111.4812. doi:10.1088/1751-8113/45/10/105301.

- Bengtsson I, Życzkowski K (2006). 《Geometry of Quantum States: An Introduction to Quantum Entanglement》. Cambridge: Cambridge University Press. ISBN 0-521-81451-0.
- Bengtsson I, Życzkowski K (2006). “An Introduction to Quantum Entanglement: a Geometric Approach”. arXiv:quant-ph/0606228.
- Steward EG (2008). 《Quantum Mechanics: Its Early Development and the Road to Entanglement》. Imperial College Press. ISBN 978-1-86094-978-4.
- Horodecki R, Horodecki P, Horodecki M, Horodecki K (2009). “Quantum entanglement”. 《Reviews of Modern Physics》 81 (2): 865–942. arXiv:quant-ph/0702225. Bibcode:2009RvMP...81..865H. doi:10.1103/RevModPhys.81.865.
- Jaeger G (2009). 《Entanglement, Information, and the Interpretation of Quantum Mechanics》. Heildelberg: Springer. ISBN 978-3-540-92127-1.
- Plenio MB, Virmani S; Virmani (2007). “An introduction to entanglement measures”. 《Quantum Information and Computation》 1 (7): 151. arXiv:quant-ph/0504163. Bibcode:2005quant.ph..4163P.